# Джорджо Паризи
Джорджо Паризи (на италиански: Giorgio Parisi) е италиански физик.
Роден е на 4 август 1948 година в Рим. През 1970 година завършва Римския университет „Сапиенца“, след което работи в Националната лаборатория във Фраскати (1971 – 1981), Римския университет „Тор Вергата“ (1981 – 1992) и Римския университет „Сапиенца“ (от 1992). Изследванията му са главно в областта на квантовата теория на полето, статистическата механика и комплексните системи.
През 2021 година получава Нобелова награда за физика „за откриването на взаимодействията на безпорядък и флуктуации във физични системи от атомен до планетен мащаб“ (половината награда) . Другата половина е присъдена на Клаус Хаселман и Сюкуро Манабе „За физично моделиране на климата на Земята, количествено определяне на изменчивостта и надеждно прогнозиране на глобалното затопляне“. На пръв поглед изследванията на Паризи са много различни от тези на Манабе и Хаселман, но общата нишка е изследването на безпорядъка и флуктуациите в сложни системи.